# عاشق مترسک
عاشق مترسک فیلمی به کارگردانی و نویسندگی مهدی نوربخش محصول سال ۱۳۸۲ است. این فیلم (که نام پیشین آن «ماه کامل» بود) با الهام از رمانی به همین نام نوشتهٔ «فیلیس هستینگر» ساخته شده است.

## خلاصه داستان
منطقه آذربایجان، دهه ۱۳۴۰. دانیال سربازی است که به علت سرپیچی از اجرای فرمان اعدام دو تن از مخالفان رژیم و زخمی کردن سرهنگ مافوقش، در حالی که خودش هم مجروح شده به سمت روستایی به نام حیران می‌گریزد. روناک، دختر ساده دل که با طبیعت انس فراوانی دارد، دانیال مجروح را کنار شهر مزرعه اش می‌یابد و او را به مخفی گاه می‌برد تا از او پرستاری کند و از چشم سرهنگ که در تعقیب اوست پنهانش سازد. سیوان، پدر روناک که حضور دانیال در منزلش آگاه می‌شود، انجام برخی از امور مزرعه را به او می‌سپارد و زمانی که به عشق بین دانیال و روناک پی می‌برد، آن دو را به عقد یکدیگر درمی‌آورد. سرهنگ که خود در جوانی اش عشقی ناکام نسبت به خواهر یکی از زندانیانش داشته است، همچنان در پی دانیال است و به واسطه خبرچینی دوره‌گردی به نام یالغوز (عاشق روناک است) محل دانیال را پیدا می‌کند. یالغوز در اثر حادثه ای آتش می‌گیرد و می‌میرد. سرهنگ به مزرعه حمله می‌کند و در اثر حمله سیوان کشته و دانیال دستگیر می‌شود. روناک نیز که از دانیال کودکی در رحم دارد در مزرعه می‌ماند و از آنجا مراقبت می‌کند.

## بازیگران
- محمود پاک‌نیت
- مجید مشیری
- یکتا ناصر
- حمیدرضا پگاه
- خسرو احمدی
- امیر رضا دلاوری
- شاهرخ فروتنیان